# Karol III de Bourbon-Montpensier
Karol III de Bourbon-Montpensier (ur. 17 lutego 1490, zm. 6 maja 1527 w Rzymie) – hrabia Montpensier i delfin Owernii.
Jego ojcem był Gilbert I (zm. 1496), hrabia Montpensier, a matką Chiara Gonzaga. Starszym bratem Karola był Ludwik II, który po śmierci ojca został jego następcą, ale zmarł bezdzietnie w 1501. Karol odziedziczył rodzinne tytuły po Ludwiku II, a 10 maja 1505 poślubił Zuzannę, księżną-dziedziczkę Burbonii – ostatnią z głównego rodu Burbonów. Karol dzięki żonie został księciem Burbonii i głową rodu.

## Kariera

Herb Montpensier

Herb Burbonii

Karol wsławił się jako żołnierz w czasie wojen włoskich, i w 1515 król Francji, Franciszek I Walezjusz mianował go konetablem Francji oraz gubernatorem Mediolanu jako nagrodę za zasługi w bitwie pod Marignano. Wkrótce jednak król zraził się do Karola, który był niezwykle próżny i rządził w Mediolanie niezwykle rozrzutnie. Franciszek I odwołał go wkrótce z Włoch i wbrew oczekiwaniom Karola nie mianował go głównodowodzącym podczas wyprawy do Niderlandów – na czele wojsk stanął zięć króla – Karol IV d’Alençon. Książę de Bourbon uważał, że ten zaszczyt należał się jemu, jako konetablowi Francji.
Do ostatecznego rozłamu między królem a Bourbonem doszło po śmierci żony Karola, Zuzanny w 1521. Zuzanna zostawiła wszystkie swoje ziemie właśnie jemu, ale matka króla – Ludwika Sabaudzka, kuzynka Zuzanny, zgłosiła pretensje do ziem oparte na pierwszeństwie krwi nad więzami małżeńskimi w dziedziczeniu. Ludwika zaproponowała rozwiązanie problemu poprzez ślub jej i Karola, ale ten odmówił ożenku z 14 lat od siebie starszą królową. Za karę, za namową matki, Franciszek I skonfiskował część ziemi Burbonów, zanim jeszcze przejął je Karol. Konetabl wiedząc że nie ma szans odzyskania ziem, zawarł sekretny sojusz z wrogami króla – ofiarował swoje usługi cesarzowi Karolowi V Habsburgowi. Konetabl, cesarz i król Anglii – Henryk VIII Tudor wymyślili plan podzielenia Francji na części, którego nigdy nie zrealizowano. Spisek został wykryty w 1523 i za tę jawną zdradę Karol stracił swój urząd – musiał uciekać do Włoch, gdzie wstąpił w służbę cesarską. W 1524 walczył w Lombardii z Francuzami pod wodzą Bonniveta, oraz w bitwie pod Pawią.
Cesarz dał Karolowi pod dowództwo mieszaną armię hiszpańsko-niemiecką (w której znalazło się wielu luteran) i wysłał przeciwko papieżowi Klemensowi VII, który opowiadał się wówczas po stronie Francji. Cesarz lekceważył prośby Karola o broń i pożywienie dla armii, Karol utrzymywał żołnierzy w ryzach obiecując złupienie Rzymu. Mimo rozejmu który został wkrótce podpisany pomiędzy papieżem i cesarzem, armia doszła do bram Rzymu w maju 1527. Śmierć Karola (podobno zginął z ręki rzeźbiarza Celliniego) u bram miasta do reszty zdemoralizowała pozbawionych teraz zaopatrzenia i dowództwa żołnierzy. Po krótkim oblężeniu niekarne wojska wdarły się do Rzymu łupiąc i mordując przerażoną ludność. Wydarzenie to znane jako Sacco di Roma wstrząsnęło opinią publiczną w całej Europie i w znacznej mierze przyczyniło się do złej sławy jaką pozostawił po sobie Karol de Bourbon, którego obwiniano o zdradę ojczyzny i upadek Wiecznego Miasta.

## Dziedzictwo
Z Zuzanną Karol miał trzech synów:
- Franciszka, hrabiego Clermont (1517-1518),
- bliźniaki (ur. i zm. 1518).

Żadne z jego dzieci nie przeżyło roku i główna linia Burbonów wymarła, podobnie jak męska linia de Bourbon-Montpensier. Wszystkie tytuły odziedziczyła młodsza linia de Bourbon-La Marche, książąt Vendôme. Jedynie hrabstwo Montpensier i delfinat Owernii zostały zwrócone starszej siostrze Karola – Ludwice.